# Волгоградская ГРЭС
Волгоградская ГРЭС — энергетическое предприятие в Волгограде, в Южном федеральном округе. Представляет собой конденсационную электростанцию большой мощности (ГРЭС). До закрытия в 2016 году являлось генерирующей мощностью «Лукойл-Волгоградэнерго», 100 % дочерней структуры «Лукойл».

## История и Деятельность
Строительство Волгоградской ГРЭС (Сталинградской ГРЭС, СталГРЭС) началось по плану ГОЭЛРО в 1929 году. Проектирование и строительство станции осуществлял московский трест «Энергострой» по проекту инженера-архитектора Б. П. Михайлова. 8 ноября 1930 года заработала первая турбина фирмы «Броун-Вовери» с установленной мощностью 24 МВт. Во время Сталинградской битвы в 1942 году станция не прекращала работу. До сих пор свидетельством тех лет на территории станции остались индивидуальные стальные убежища (т. н. «колпаки»). В них укрывались машинисты котлов и турбин во время массированных бомбардировок и обстрелов.
Установленная электрическая мощность станции — 72 МВт, установленная тепловая мощность — 247 Гкал/час. Волгоградская ГРЭС работала на покрытие тепловых нагрузок промышленных предприятий и населения Кировского района города Волгограда.
В 2008 году принято решение о реконструкции ГРЭС: предусматривается установка паровой турбины типа ПТ 30/35-90/10-5 с сооружением парогазовой установки ПГУ-180.
Впоследствии было принято решение об отказе от реконструкции ГРЭС ввиду нецелесообразности. В 2016 году работа ГРЭС была прекращена из-за экономической нецелесообразности.